# Stadio municipale di Sidone
Lo Stadio municipale di Sidone (in arabo ملعب صيدا البلدي‎?) è uno stadio multiuso di 22.600 posti situato a Sidone, in Libano. Fu costruito in occasione della Coppa d'Asia 2000, disputatasi in Libano. Lo stadio possiede anche strutture di atletica. È uno degli stadi più vicini al mare al mondo.
Ha ospitato sette partite della Coppa d'Asia 2000, sei di prima fase e un quarto di finale. È sede delle partite interne dell'Al-Ahli di Sidone e occasionalmente della nazionale libanese di calcio.